# New Ulm
New Ulm és una població dels Estats Units a l'estat de Minnesota. Segons el cens del 2000 tenia 13.594 habitants.

## Demografia
Segons el cens del 2000, New Ulm tenia 13.594 habitants, 5.494 habitatges, i 3.554 famílies. La densitat de població era de 597,8 habitants per km².
Dels 5.494 habitatges en un 29,6% hi vivien nens de menys de 18 anys, en un 52,9% hi vivien parelles casades, en un 8,9% dones solteres, i en un 35,3% no eren unitats familiars. En el 31% dels habitatges hi vivien persones soles el 14,4% de les quals corresponia a persones de 65 anys o més que vivien soles. El nombre mitjà de persones vivint en cada habitatge era de 2,31 i el nombre mitjà de persones que vivien en cada família era de 2,89.
Per edats la població es repartia de la següent manera: un 23,1% tenia menys de 18 anys, un 12,6% entre 18 i 24, un 25,5% entre 25 i 44, un 22,2% de 45 a 60 i un 16,6% 65 anys o més.
L'edat mediana era de 38 anys. Per cada 100 dones de 18 o més anys hi havia 92,2 homes.
La renda mediana per habitatge era de 40.044 $ i la renda mediana per família de 51.309 $. Els homes tenien una renda mediana de 34.196 $ mentre que les dones 24.970 $. La renda per capita de la població era de 20.308 $. Entorn del 4,6% de les famílies i el 6,2% de la població estaven per davall del llindar de pobresa.

## Poblacions més properes
El següent diagrama mostra les poblacions més properes.